# Amerykański cmentarz wojenny w Bony
Amerykański cmentarz wojskowy w Bony – cmentarz amerykańskich żołnierzy poległych w I wojnie światowej położony na terenie gminy Bony, zwany Cmentarzem Sommy.
Na cmentarzu spoczywają żołnierze amerykańscy polegli w czasie walk na linii Hindenburga po 24 września 1918 oraz w czasie ofensywy niemieckiej w 1918. Walczyli oni w 1, 27, 30, 33 i 80 dywizji, częściowo także na terenie, na którym dziś rozciąga się cmentarz. Łącznie pochowano tam 1839 mężczyzn i 5 kobiet, w tym 138 żołnierzy nieznanych z nazwiska. Ściana pamięci upamiętnia dalszych 333 żołnierzy, których los nie został ustalony. Na grobach żołnierzy ustawione są pojedyncze marmurowe krzyże lub gwiazdy Dawida dla osób wyznających judaizm.
Kaplicę cmentarną z napisem angielskim „Tym, co umarli za swój kraj” wykonano według projektu George’a Howe’a.